# Райллі Тауншип (округ Скайлкілл, Пенсільванія)
Райллі Тауншип (англ. Reilly Township) — селище (англ. township) в США, в окрузі Скайлкілл штату Пенсільванія. Населення — 639 осіб (2020).

## Демографія
Згідно з переписом 2010 року, у селищі мешкало 726 осіб у 310 домогосподарствах у складі 216 родин. Було 352 помешкання
Расовий склад населення:
| - 98,6 % — білих - 0,4 % — азіатів - 0,1 % — чорних або афроамериканців |

До двох чи більше рас належало 0,8 %. Частка іспаномовних становила 0,8 % від усіх жителів.
За віковим діапазоном населення розподілялося таким чином: 17,8 % — особи молодші 18 років, 61,7 % — особи у віці 18—64 років, 20,5 % — особи у віці 65 років та старші. Медіана віку мешканця становила 45,5 року. На 100 осіб жіночої статі у селищі припадало 106,2 чоловіків;  на 100 жінок у віці від 18 років та старших — 99,0 чоловіків також старших 18 років.
Середній дохід на одне домашнє господарство  становив 51 115 доларів США (медіана — 47 500), а середній дохід на одну сім'ю — 56 344 долари (медіана — 68 676). Медіана доходів становила 50 804 долари для чоловіків та 30 833 долари для жінок. За межею бідності перебувало 22,2 % осіб, у тому числі 33,3 % дітей у віці до 18 років та 16,7 % осіб у віці 65 років та старших.
Цивільне працевлаштоване населення становило 314 осіб. Основні галузі зайнятості: виробництво — 26,4 %, освіта, охорона здоров'я та соціальна допомога — 21,0 %, роздрібна торгівля — 15,0 %, транспорт — 12,7 %.